# امیر کویوویچ
امیر کویوویچ (سوئدی: Emir Kujović؛ زادهٔ ۲۲ ژوئن ۱۹۸۸) بازیکن فوتبال اهل سوئد است.

## باشگاهی
از باشگاه‌هایی که در آن بازی کرده‌است می‌توان به قیصریه‌اسپور، الازیغ‌اسپور، خنت و فورتونا دوسلدورف اشاره کرد.

## تیم ملی
وی همچنین در تیم ملی فوتبال سوئد بازی کرده‌است.